# Divo Ostrov
Pour les articles homonymes, voir Wonder Island (homonymie).
Divo Ostrov, également connu sous le nom Wonder Island est un parc d'attractions situé dans le parc maritime de la Victoire à Saint-Pétersbourg en Russie. 

## Descriptif
Également nommé Wonder Island, le parc Divo Ostrov ouvre ses portes en mai 2003 et se compose alors de dix-sept attractions. Pendant le premier mois d’exercice, le parc est visité par un million de personnes. L'entrée au parc est gratuite et les tours se paient à l'unité. Divo Ostrov est récipiendaire de récompenses : en 2004, il reçoit la « Roue de crystal » (Хрустальное колесо) en tant que meilleur parc d'attractions en Russie ; il est également lauréat en 2006 d'un « Prix National Entreprise de l'année » dans la catégorie « Leader de l'industrie ».

## Attractions

### Montagnes russes
- Afterburner : Montagnes russes de type Screaming Squirrel de S&S Worldwide (2007)
- Big Roller Coaster : Montagnes russes en métal de BHS (2004)
- Velikoluksky Miasokombinat : Montagnes russes lancées de Mack Rides, réplique de Blue Fire Megacoaster à Europa-Park (2015)
- Velikoluksky Miasokombinat II : Montagnes russes d'Intamin à 10 inversions (2017)[4]
- Whirl Wind Looping Coaster : Montagnes russes de type MK 1200 / Whirlwind de Vekoma (2003)

### Autres attractions
- 5 Element : Frisbee
- Alien Dark Ride : Parcours scénique
- Big Wheel : Grande roue
- Bumper Boats : Bateaux tamponneurs
- Catapult : Reverse bungee[5]
- Combo Tower : Tour de chute de type Shot'N Drop
- Crazy Bump : Autos-tamponneuses
- Elitoys
- Flamenco : Pieuvre
- Flying Swinging Carrousel : Chaises volantes
- Forsage : Screamin' Swing de S&S Worldwide
- Free Fall Tower : Reverse bungee
- Hoppla
- Moonraker
- Party Bumper : Autos-tamponneuses
- Rocket : Manège aérien de Funtime (2008)
- Vertical Swing : Star Flyer de Funtime (2006)